# Xeminí Atséret

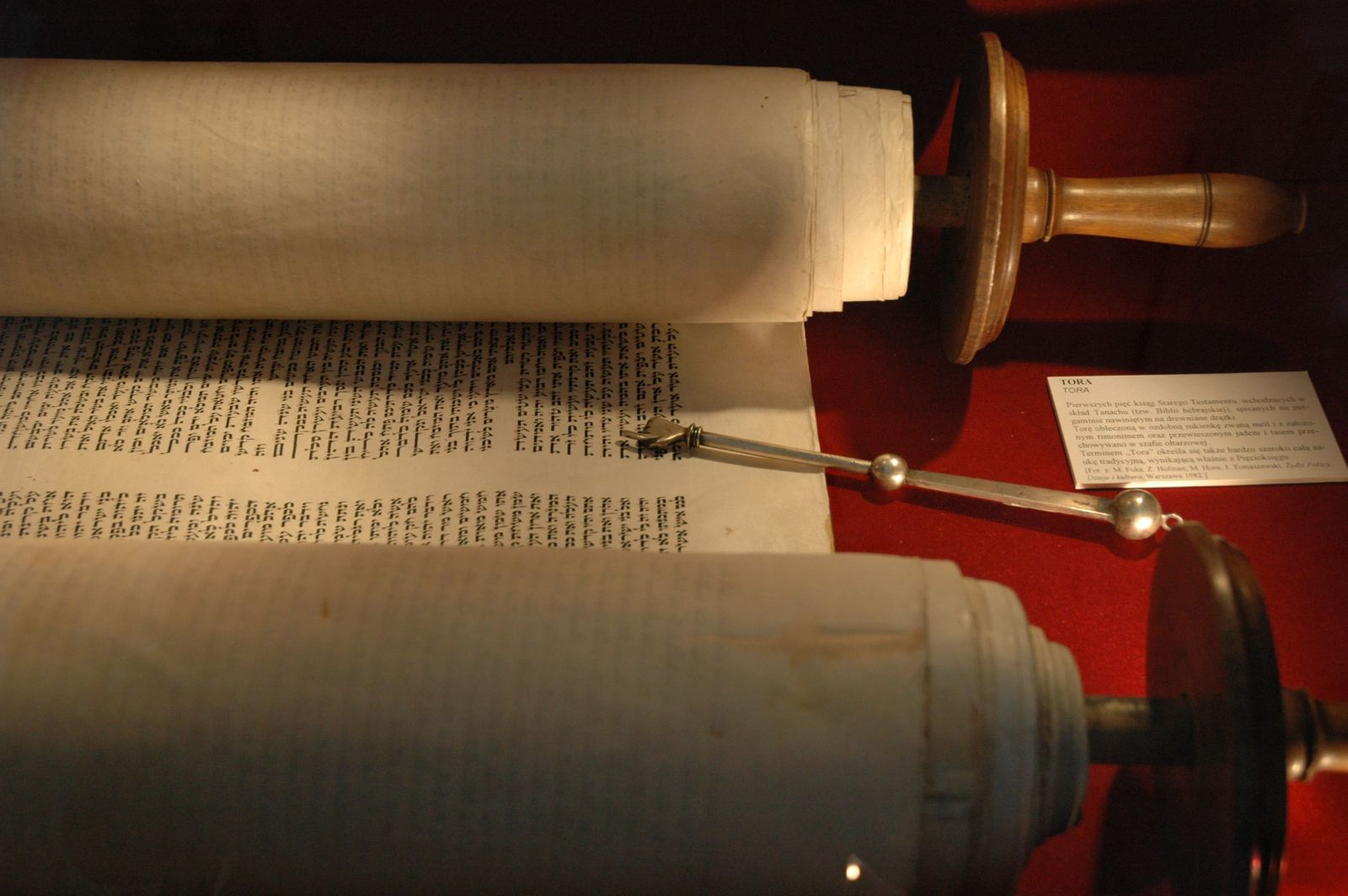
Imatge de la Torà.

Xeminí Atséret (hebreu: שמיני עצרת) se celebra el 20è dia del mes hebreu de Tixrí. Aquest dia oficialment acaba la festa de Sukkot. Però tot seguit comença la festa de Simhat Torà. Sovint es refereixen a aquesta festa equivocadament com el vuitè dia de la Festa de Sucot. Actualment, aquesta festa se celebra a la Diàspora durant dos dies, el segon dia es correspon amb la festivitat de Simhat Torà.
Aquest dia és una festa per celebrar l'alegria de les nostres vides amb Ha-Xem. Aquest dia no té cap mitsvà especial, però cal tanmateix celebrar i estar alegres. A la Terra Santa d'Israel aquest dia es combina amb la festivitat de Simhat Torà i se celebra en acabar la lectura de la Torà i també el començament de la lectura de la Torà. Cap tipus de tasca és permès de fer durant aquest dia, ja que és considerat com un dia festiu.